# Amblyomma ovale
Amblyomma ovale (лат.) — вид клещей рода Amblyomma из семейства Ixodidae. Южная Америка: Бразилия, Аргентина (Сальта, Чако, Формоса, Мисьонес и Entre Rios), остров Тринидад. Обитатель плотных дождевых тропических лесов. Взрослые стадии развития в основном паразитируют на хищниках, предпочитая кошек, а также тапиров и пекари. Клещи часто встречаются на собаках, а иногда и на людях. Нимфы питаются грызунами, опоссумами, и плотоядными животными. Личинки были найдены на опоссумах и собаках. Вид был впервые описан в 1844 году немецким энтомологом и арахнологом Карлом Людвигом Кохом (Carl Ludwig Koch, 1788—1857). Переносчики некоторых видов риккетсий (Rickettsia), уровень зараженности которыми достигает 10 %. Известны случаи прикрепления клещей к человеку.